# 116939 Jonstewart
116939 Jonstewart è un asteroide della fascia principale. Scoperto nel 2004, presenta un'orbita caratterizzata da un semiasse maggiore pari a 2,4061563 UA e da un'eccentricità di 0,1640826, inclinata di 7,86160° rispetto all'eclittica.